# 天鷹座47
天鷹座47，又名BD-22 5897，HD 212010、SAO 191083、HR 8516，是天鷹座的一颗恒星，视星等为5.13，位于銀經33.84，銀緯-55.56，其B1900.0坐标为赤經22h 16m 5.3s，赤緯-22° -55.56′ 58″。